# 于錦
于錦（1510年—？），字實甫，號東石，山東濟寧衛籍，山東登州府萊陽縣人，明朝政治人物。

## 生平
嘉靖二十二年（1543年）癸卯科山東鄉試第六十四名舉人，二十三年（1544年）中式甲辰科會試第一百八十三名，二甲第四十二名進士。授户部主事，监兑苏松，崇清约，却馈遗。有指挥犯赇事觉，于锦收寘法，众谋倾于锦，伺于锦行，辄登舟检，囊中惟图书耳，乃相顾骇走，于锦亦不问。丁父憂歸，服闋，復除户部主事，升郎中，及视储通州，值俺答汗犯京师，咸宁侯仇鸾自大同入卫，上书告饥，上令于锦随军督饷，缒城出，躬擐介胄，賚糗粮金币犒师，论功擢河南佥事，因冗官被裁。家居二年，嘉靖三十三年（1554年）复除湖广佥事。时有判官以刚方获罪，督抚欲戍之，于锦持不下，上官重其公直。历浙江参议，会浙兵脱巾变，缚渠抚从，事平，升陕西副使、兵备洮岷，四十一年丁母憂歸。服闋，起江西副使，驻守饒州，隆庆二年（1568年）十一月改陕西参政，升山西按察使，五年（1571年）三月升山西右布政使，六年（1572年）二月升贵州左布政使，万历元年（1573年）任贵州乡试提調官。俗多骫法，于锦缘俗施治，远近帖服。寻归里，徜徉诗酒间，旧有遗产，悉付诸弟侄不取，里人称之。

## 家族
曾祖于勝；祖父于龍；父于賢，封承德郎户部主事；母孟氏（1489年-1562年），封太安人。具庆下。弟鈐、鋋、䤡（于乾、于舟、于盐）。子于若瀛，萬曆十一年癸未進士，官至陝西巡撫。